# Willi Sohm
Willi Sohm (* 18. August 1913 in Neufelden; † 1. Februar 1974 in Wien) war ein österreichischer Kameramann.

## Leben
Er ließ sich an der technisch-gewerblichen Lehranstalt in Mödling zum Ingenieur ausbilden und arbeitete dann als Kameraassistent bei der UFA und bei der Terra. Zu seinen Chefs gehörten besonders Bruno Mondi und Willy Winterstein.
Nach dem Krieg zeichnete Sohm als Kameramann in den 1950er Jahren für zahlreiche deutsch-österreichische Musikkomödien verantwortlich. Er arbeitete dabei mit verschiedenen Regisseuren wie Géza von Bolváry und Géza von Cziffra zusammen. Als seine besten Leistungen gelten die Opern- bzw. Operettenverfilmungen Don Giovanni (Don Juan, 1955) und Gasparone (1956). Außer bei Spielfilmen wurde Sohm bei Dokumentarfilmen eingesetzt. Von 1961 bis 1963 unterrichtete er an der Akademie der bildenden Künste in Wien Bildtechnik in dem ersten Seminar für Film und Fernsehen an einer österreichischen Kunstakademie, das von Hans Winge und ihm als der erste Medienkunstunterricht an einer österreichischen Akademie der bildenden Künste eingerichtet wurde. Mit Auflösung dieses Seminars unterrichtete er ab 1964 Kamera an der Akademie für Musik und darstellende Kunst in Wien, der heutigen Filmakademie Wien. Er ist der Vater von Wolfgang Sohm, einem österreichischen Konzeptkünstler.

## Filmografie
- 1947: Seine einzige Liebe
- 1948: Das andere Leben
- 1948: Verlorenes Rennen
- 1949: Hexen
- 1949: Zweimal verliebt (Liebe Freundin)
- 1951: Das Tor zum Frieden
- 1951: Ruf aus dem Äther
- 1952: Abenteuer im Schloss
- 1953: Die Regimentstochter
- 1955: Ihr erstes Rendezvous
- 1955: Don Giovanni
- 1955: Die Drei von der Tankstelle
- 1956: Ein tolles Hotel
- 1956: Gasparone
- 1956: Die Christel von der Post
- 1956: Das Donkosakenlied
- 1956: Der schräge Otto
- 1957: Das haut hin
- 1957: Es wird alles wieder gut
- 1957: Hoch droben auf dem Berg
- 1958: Zwei Herzen im Mai
- 1958: Skandal um Dodo
- 1958: Wehe, wenn sie losgelassen
- 1958: Im Prater blüh’n wieder die Bäume
- 1958: Eine Reise ins Glück
- 1958: Frauensee
- 1959: Wenn das mein großer Bruder wüßte
- 1960: Der Rächer
- 1960: Ein Student ging vorbei
- 1960: Mal drunter – mal drüber
- 1960: Der Held meiner Träume
- 1960: Wenn die Heide blüht
- 1961: Schlager-Revue 1962
- 1962: Der Zigeunerbaron